# Hypomolis viridis
Hypomolis viridis là một loài bướm đêm thuộc phân họ Arctiinae, họ Erebidae.